# Paris When It Sizzles
Paris When It Sizzles (Encuentro en París en España y París, tú y yo en Hispanoamérica) es una película del año 1964 dirigida por Richard Quine y protagonizada por William Holden y Audrey Hepburn.

## Argumento
Richard Benson (William Holden) es un famoso guionista de la "vieja ola" que trabaja cinco días al año para vivir los otros 360 como él quiere; es decir, bebiendo y divirtiéndose con chicas. La historia comienza cuando Gabrielle Simpson (Audrey Hepburn) llega a su hotel y se presenta como su nueva secretaria. Su función es mecanografiar el guion que él supuestamente ha estado escribiendo las últimas semanas.
Richard, por su parte, sólo tiene el título "La chica que robó la torre Eiffel" y no ha escrito una sola página del borrador.
Gabrielle se alarma puesto que están a viernes y el guion deben entregarlo el domingo a las diez y un minuto de la mañana. Pero Richard no está preocupado, él es un escritor apasionado que sabe trabajar mejor que cualquier guionista de la "nueva ola".

## Curiosidades
En una de las primeras escenas, Richard reparte folios en blanco por toda la habitación y describe un argumento, rápido y sin detalles, que se corresponde con el guion de Desayuno con diamantes. Escribe varios principios para su historia, usando entre ellos el de Desayuno con diamantes, sólo que la chica va en un coche blanco y lleva un vestido blanco y no para frente a Tiffany's, sino en Dior.
Abundan las referencias a películas protagonizadas por ambos actores, incluso hablan de My Fair Lady.
Durante el transcurso de los dos días, Richard y Gabrielle van reflejando sus emociones y sentimientos en Rick y Gaby.